# Bojovský potok
Bojovský potok je levostranný přítok řeky Vltavy v okrese Praha-západ ve Středočeském kraji. Délka toku činí 19,4 km. Plocha povodí měří 57,5 km².

## Průběh toku
Potok pramení západně od Kytína v nadmořské výšce 455 m. Nejprve směřuje k severovýchodu k městu Mníšek pod Brdy, kterým protéká. Odtud teče východním směrem k obci Čisovice. V tomto úseku vstupuje do jeho údolí železniční trať č. 210, která sleduje jeho tok až k jeho ústí. Od Čisovic se potok stáčí opět na severovýchod. Tento směr si ponechává až ke svému ústí do řeky Vltavy (Vranská přehrada), do které se vlévá v Měchenicích v nadmořské výšce 200 m.

### Větší přítoky
- levé – Korábka
- pravé – Zahořanský potok

## Vodní režim
Průměrný průtok Bojovského potoka u ústí činí 0,09 m³/s.